# Rugby a 15 nel 1977

## Attività Internazionale

### Incontri celebrativi
| Pretoria 27 agosto 1977 | Sudafrica | 45 – 24 | World XV | Loftus Versfeld |

| Parigi 22 ottobre 1977 | Francia XV | 29 – 18 | President's XV | Parco dei Principi |

- 25° di regno di Elisabetta II:

| Londra 10 settembre 1977 | Barbarians | 23 – 14 | Gran Bretagna XV | Twickenham |

- Sam Doble's Memorial :

| Londra 27 novembre 1977 | Sam Doble Memorial XV | 19 – 43 | British Lions XV | Twickenham |

### I tour e i test di metà stagione
A metà anno è tradizione che le selezioni di "rugby a 15", europee in particolare, ma non solo, si rechino fuori dall'Europa o nell'emisfero sud per alcuni test. Si disputano però anche molti incontri tra nazionali dello stesso emisfero Sud.

### Test e Tour di fine stagione
Nel rugby a 15 è tradizione che a fine anno (ottobre-dicembre) si disputino una serie di incontri internazionali che gli europei chiamano "Autumn International"  e gli appassionati dell'emisfero sud "Springtime tour". In particolare le nazionali dell'emisfero Sud si recano in tour in Europa. Nel 1977 l'attività è ridotta con il solo tour della Nuova Zelanda in Francia ed Italia e degli USA in Inghilterra
- USA In Inghilterra:

### Altri test
| Parigi 4 gennaio 1977 | Francia XV | 9 – 6 | Romania | Parco dei Principi |

| Auxerre 20 febbraio 1977 | Francia XV | 50 – 3 | Germania |  |

| Burnaby 21 maggio 1977 | Canada | 17 – 6 | Stati Uniti |  |

| Odense 3 settembre 1977 | Danimarca | 3 – 26 | Svezia |  |

| Bruxelles 22 settembre 1977 | Belgio | 21 – 4 | Tunisia |  |

| Hilversum 23 ottobre 1977 | Paesi Bassi | 10 – 9 | Germania Ovest |  |

| Neseburg 1977 | Germania Est | 3 – 46 | Unione Sovietica |  |

| Dakar 1977 | Senegal | 9 – 15 | Costa d'Avorio |  |

| Kuala Lumpur 1977 | Malaysia | 0 – 7 | Thailandia |  |

| Neseburg 1977 | Bulgaria | 10 – 0 | Germania Est |  |

## I Barbarians
Nel 1977 la squadra ad inviti dei Barbarians ha disputato i seguenti incontri:
| Northampton 24 febbraio 1977 | East Midlands | 7 – 57 | Barbarians |  |

| Londra 10 settembre 1977 | Gran Bretagna XV | 13 – 23 | Barbarians | Twickenham |

| Leicester 27 dicembre 1977 | Leicester Tigers | 6 – 12 | Barbarians | Welford Road |

## Campionati nazionali
- Africa

| Sudafrica | Currie Cup: | Northern Transvaal |

- Americhe

| Argentina   | Camp. di Buenos Aires   | San Isidro         |
|             | "Argentino"             | Buenos Aires       |
| Brasile     | Campionato:             | SPAC (SP)          |
| Canada      | Campionato Provinciale: | British Columbia   |
| Stati Uniti | Campionato:             | Old Blues Berkeley |

- Europa

| Francia          | Campionato               | Beziers            |
|                  | Challenge Yves du Manoir | Beziers            |
| Galles           | Campionato:              | Llanelli RFC       |
|                  | WRU Challenge Cup:       | Newport RFC        |
| Inghilterra      | Campionato delle Contee  | Lancashire         |
|                  | Coppa:                   | Gosforth           |
| Irlanda          | Interprovinciale         | Ulster Rugby       |
| Italia           | Campionato:              | Petrarca Padova    |
| Scozia           | Campionato:              | Hawick             |
| Portogallo       | Portogallo (Coppa)       | CDUL               |
| Romania          | Campionato:              | Steaua Bucarest    |
| Spagna           | Campionato:              | Arcquiteura Madrid |
|                  | Copa del Rey:            | CAU Madrid         |
| Unione Sovietica | Campionato:              | VVA                |
|                  | Coppa:                   | Fili               |

- Oceania

| Nuovo Galles del Sud | Shute Shield:                     | Parramatta |
| Queensland           | Premier Rugby:                    | Wests      |
| Nuova Zelanda        | National Provincial Championship: | Canterbury |